# (33883) 2000 KD4
2000 KD4 (asteroide 33883) é um asteroide da cintura principal. Possui uma excentricidade de 0.19218960 e uma inclinação de 1.70487º.
Este asteroide foi descoberto no dia 27 de maio de 2000 por John Broughton em Reedy Creek.